# Chérusques
Les Chérusques (latin Cherusci) sont une puissante nation germanique au temps de la Rome antique, établie dans la région de la Weser (entre l'Elbe et la forêt de Teutoburg) et qui prirent une part importante dans la lutte contre la domination romaine en Germanie.

## Histoire
Mentionnés par César en 54 av. J.-C. qui les situe au-delà des Suèves, séparés d'eux par la forêt de Bacenis, et soumis aux Romains en l'an 12 av. J.-C., ils se soulevèrent à l'appel d'Arminius et anéantirent les trois légions romaines de Varus en l'an 9. Ils luttèrent également contre Germanicus en 15 et 16 ap. J.-C. Ils reconquirent leur indépendance avant d'émigrer vers la Saxe.
Avec Arminius et la bataille de Teutoburg en 9 ap. J.-C., ils sont à l'origine de la formation de la confédération des Francs (Sicambres, Bructères, Chattes, Marses, Chamaves, Hattuaires, etc.) ou des Saxons.
Ils furent peut-être par la suite absorbés par les Chattes.
Johann Jakob Bodmer a écrit une pièce inspirée de l'histoire de ce peuple qui fut à l'origine de la pièce Les Chérusques (1773) de Jean-Grégoire Bauvin.

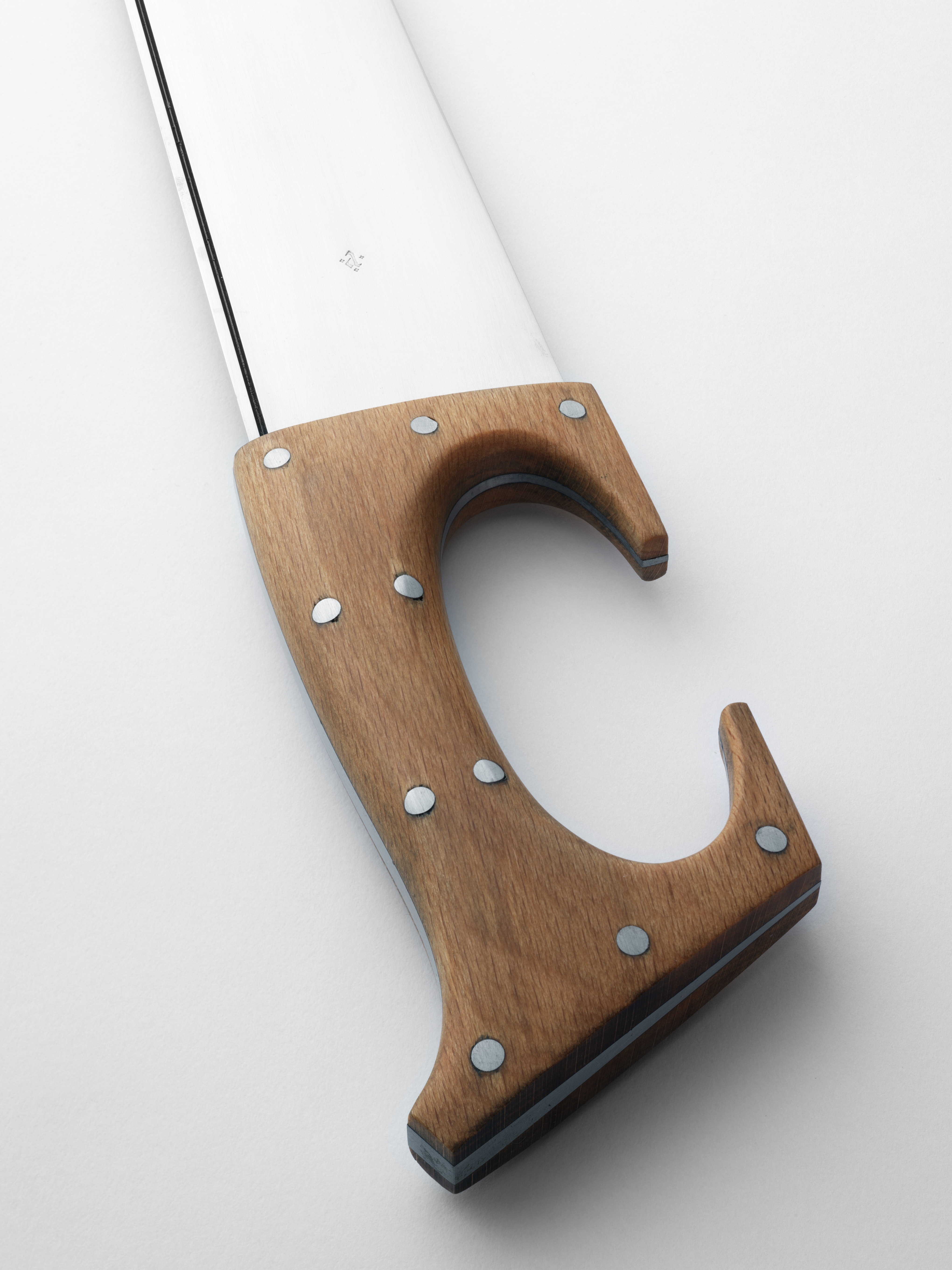
Cherusker (arme blanche) à manche en bois traité à l'huile de lin

Ce peuple a également laissé une trace dans l'histoire du costume avec l'utilisation du terme "la chérusque" pour désigner la collerette dressée, en dentelle ou en gaze, réapparue dès le Consulat et mise à la mode pendant la période du Premier Empire sur les robes de cour des dames de haut rang.
Le nom de chrerusker est donné à la reconstitution d'un couteau de combat ou d'une épée de guerre à lame à double tranchant, utilisés à la fin du Ier siècle avant notre ère et au début du Ier siècle de notre ère, en Suède, dans la région de la Baltique et de l'Allemagne du Nord.  